# سباق طواف فرنسا 1960
سباق طواف فرنسا 1960 من سلسلة سباقات سباق طواف فرنسا. أقيم هذا السباق في تاريخ 26 يونيو - 17 يوليو 1960 على 21 (22 including split stages) مراحل. بعد مرور 112 ساعة و08 دقيقة و42 ثانية وبعد طي 4173 كم بمتوسط 37.21 كم في الساعة فاز بالميدالية الذهبية غاستون نينسيني من إيطاليا، فيما حصد غراتسيانو باتيستيني من إيطاليا الميدالية الفضية، وكانت الميدالية البرونزية من نصيب جان أدريانسيز من بلجيكا.

## الميداليات
| ذهب                      | فضة                           | برونز                  |
| غاستون نينسيني - إيطاليا | غراتسيانو باتيستيني - إيطاليا | جان أدريانسيز - بلجيكا |